# Paruline embrasée
Oreothlypis gutturalis
Espèce
Répartition géographique
Statut de conservation UICN

 LC  : Préoccupation mineure
La Paruline embrasée (Oreothlypis gutturalis) est une espèce de passereau appartenant à la famille des Parulidae.

## Taxinomie
L'espèce a été déplacée dans le genre Oreothlypis à la suite des travaux de Sangster (2008).